# Infinite Craft
Infinite Craft es un videojuego de navegador del género sandbox desarrollado por Neal Agarwal. El jugador comienza únicamente con cuatro elementos: agua, viento, tierra y fuego, lo cuales tendrá que combinar para crear, entre otras cosas, personas, objetos y animales mitólogicos. El juego se apoya en inteligencias artificiales como Together AI y modelos de lenguaje como LLaMA, dando lugar a elementos infinitos en el juego. 

## Jugabilidad
En Infinite Craft, el jugador comienza la partida con cuatro elementos: fuego, viento, agua y tierra, los cuales pueden ser combinados para crear nuevos elementos. Dichos elementos se arrastran desde la barra lateral y, para crear un objeto nuevo, se deben posicionar unos encima de otros. Por ejemplo, "fuego" y "agua" dan lugar a "vapor", o "planta" y "mago" ocasionan "druida".
 Los elementos pueden ser de numerosos ámbitos y campos, como poemas, personajes ficticios, cuerpos celestes, conceptos filosóficos, videojuegos, deportistas, equipos, animales, dioses... Si una persona es la primera en descubrir un elemento, el juego muestra el logro de "Primer Descubrimiento".

## Desarrollo y lanzamiento

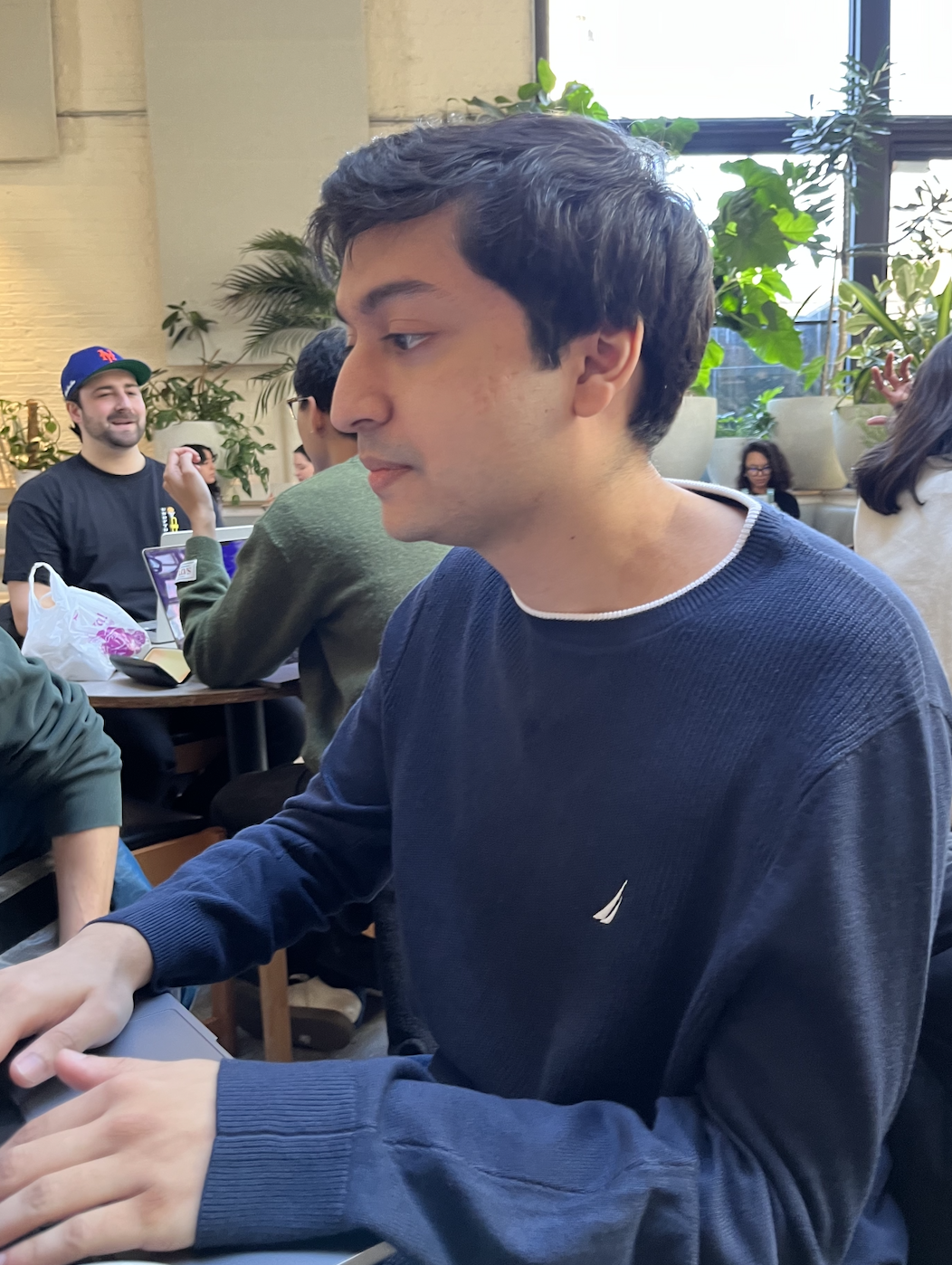
Neal Agarwal, creador de Infinite Craft.

El desarrollador Neal Argawal trabaja en Nueva York. Concibió Infinite Craft para su página web, neal.fun. El juego emplea un software de inteligencia artificial generativa además de un modelo de lenguaje LLaMa, el cual inventa los elementos para almacenarlos en los servidores de Together AI. Argawal ha declarado que decidió usar Together AI debido a la popularidad del juego. Finalmente, anunció que Infinite Craft sería lanzado en X (Twitter) el 31 de enero de 2024.

## La variedad en infinite craft
Aunque es solo un juego, en infinite craft se puede hacer todo lo que te imaginas desde a Taco Bell hasta películas inventadas como Jurassic World Evolution 2: Dominion Byosin Expansion. Una de las cosas mas grandes de este juego son los descubrimientos en el que si eres la primera persona en descubrir algo logras el logro "First discovery".

## Recepción
Christian Donlan de Eurogamer comparó Infinite Craft con uno de sus sueños lúcidos, explicando que un elemento "siempre se escapa" a la hora de intentar combinarlos.